# Санчар, Мехмет Ильхами
Мехмет Ильхами Санчар (тур. İlhami Sancar ; 1909, Гордес, Маниса, Османская империя — 13 декабря 1986, Стамбул, Турция) — турецкий политический и государственный деятель. Министр обороны Турции. юрист, судья.

## Биография
Изучал право в Анкарском университете. После его окончания в 1933 году работал судьей, прокурором и адвокатом.
В конце 1940-х уволился со службы, стал членом Республиканской народной партии Турции. В 1949 году стал председателем Стамбульской провинциальной организации.
В января 1961 года избран членом Учредительного собрания, созванного после военного переворота в Турции в 1960 году для выработки новой конституции.
С 1961 по 1969 год — депутат Великого национального собрания Турции.
В 1967 году покинул партию и стал членом Республиканской партии доверия и в 1969—1977 годах был депутатом Великого национального собрания от РПД.
Несколько раз занимал пост министра национальной обороны страны (1961—1965, 1973—1974, 1974—1975).